# CA Cedergren
AB CA Cedergren är ett svenskt livsmedelsföretag som  grundades 1955 och som är Sveriges största producent av hönsägg som livsmedelsvara. Företaget har tillstånd att föda upp uppemot 2,9 miljoner hönsfåglar i sin anläggning i Fliseryd i Mönsterås kommun i Småland. CA Cedergren har marknadsandelar på omkring 18% av den svenska äggmarknaden.
De hönsägg som produceras och förpackas av CA Cedergren marknadsförs och säljs av Dava Foods.